# Sixth Sense
『Sixth Sense』（シックス・センス）は、日本のシンガーソングライター・ナオト・インティライミが2016年9月14日にユニバーサルシグマから発売した6枚目のオリジナル・フルアルバムである。

## 内容
前作『Viva The World!』から1年11か月、自身初のベストアルバム『THE BEST!』から1年3か月ぶりとなるオリジナルアルバム。
タイトルの『Sixth Sence』は「6枚目のオリジナルアルバム」という意味だけでなく、「経験に基いて自分のなかで固まりつつあった常識や理屈の向こう側に行きたい」というナオトの今作制作のモチベーションの核にある五感を超えた第六感を信じるということにもつながっている。
通常盤と初回限定盤、初回限定ファンクラブ盤の3形態でリリースされ、初回限定盤にはアルバムレコーディングドキュメンタリーを収録したDVDが、初回限定ファンクラブ盤には2016年6月に行われた地元千葉県野田市での凱旋ライブのドキュメンタリー映像が収められたDVDとブックレット、Tシャツがそれぞれ同梱された。

## 収録曲
1. Wonderful! [4:15]
  - 作詞・作曲：ナオト・インティライミ
  - 編曲：ナオト・インティライミ、大久保薫
2. Carpe diem [4:42]
  - 作詞・作曲：ナオト・インティライミ
  - 編曲：久保田真悟、ミトカツユキ、ナオト・インティライミ
  - 英訳：オーウェンマキ
3. いつかきっと [5:01]
  - 作詞・作曲：ナオト・インティライミ
  - 編曲：大久保薫、ナオト・インティライミ
4. Overflows 〜言葉にできなくて〜 [4:15]
  - 作詞：ナオト・インティライミ、O-live
  - 作曲：ナオト・インティライミ
  - 編曲：大久保薫、ナオト・インティライミ
5. Let's have a party [3:08]
  - 作詞・作曲：ナオト・インティライミ
  - 編曲：EIGO、縄田寿志、ナオト・インティライミ
6. sayonara [3:56]
  - 作詞・作曲：ナオト・インティライミ
  - 編曲：ナオト・インティライミ、久保田真悟
7. together [4:35]
  - 作詞：ナオト・インティライミ、SHIKATA、佐伯ユウスケ
  - 作曲：ナオト・インティライミ
  - 編曲：SHIKATA、華原大輔
8. 未来へ [5:03]
  - 作詞・作曲：ナオト・インティライミ
  - 編曲：大久保薫、ナオト・インティライミ
9. Hare-Hare Parade [5:03]
  - 作詞・作曲：ナオト・インティライミ
  - 編曲：大久保薫、ナオト・インティライミ
10. わなげうた [2:44]
  - 作詞：ナオト・インティライミ、福島かつしげ
  - 作曲：ナオト・インティライミ
  - 編曲：ナオト・インティライミ、久保田真悟